# Richmond Township (Ashtabula County, Ohio)
Richmond Township ist eines von 27 Townships des Ashtabula Countys im US-Bundesstaat Ohio. Nach der Volkszählung im Jahr 2000 waren hier 937 Einwohner registriert.

## Geografie
Richmond Township liegt im Osten des Ashtabula Countys im äußersten Nordosten von Ohio, ist im Norden etwa 24 km vom Eriesee entfernt, grenzt im Osten an Pennsylvania und im Uhrzeigersinn an die Townships: Pierpont Township, Conneaut Township im Crawford County (Pennsylvania), North Shenango Township (Crawford County), Andover Township, Cherry Valley Township, Dorset Township und Denmark Township.

## Verwaltung
Das Township wird durch ein Board of Trustees, bestehend aus drei gewählten Mitgliedern, verwaltet. Zwei Personen werden jeweils im Jahr nach der Präsidentschaftswahl gewählt und eine jeweils im Jahr davor. Die Amtszeit dauert in der Regel vier Jahre und beginnt jeweils am 1. Januar. Daneben gibt es noch einen Township Clerk (Schriftführer), der ebenfalls im Jahr vor der Präsidentschaftswahl auf eine vierjährige Amtszeit gewählt wird. Dessen Amtszeit beginnt jeweils am 1. April.